# Airmel
Airmel (IATA: DX, OACI: DTR, y Callsign: Danish) fue una aerolínea española con sede en la Ciudad Autónoma de Melilla.
La compañía utilizaba un avión turbohélice de la familia ATR que alquila a la empresa danesa Danish Air Transport. Creada en 2011 por un grupo empresarial melillense. 

## Historia
La aerolínea se fundó en 2011, idea original del piloto melillense Javier González y pretendía comenzar a operar el 1 de julio de 2011 con la ruta inaugural Melilla-Málaga en leasing ACMI con la operadora Aeronova (posterior Let´s Fly). El cambio de accionariado condujo a que se retrasara su operación hasta 2013 con el nombre de Melilla Airlines..

## Antiguos destinos
| Destinos | Aeropuertos           |
| -------- | --------------------- |
| Málaga   | Aeropuerto de Málaga  |
| Melilla  | Aeropuerto de Melilla |

## Flota histórica
La flota de Airmel constaba de las siguientes aeronaves:
| Aeronaves | Total | Introducido | Retirado | Matrículas |
| --------- | ----- | ----------- | -------- | ---------- |
| ATR 42    | 1     | 2011        | 2011     | LY-ARI     |